# 大花紫菀
大花紫菀（学名：Aster megalanthus）是菊科紫菀属的植物，是中国的特有植物。分布于中国大陆的四川等地，生长于海拔4,000米的地区，多生在高山草甸，目前尚未由人工引种栽培。